# Falcidens halanychi
Falcidens halanychi is een schildvoetigensoort uit de familie van de Chaetodermatidae. De wetenschappelijke naam van de soort is voor het eerst geldig gepubliceerd in 2006 door Schander, Scheltema & Ivanov.